# Jiří Dienstbier

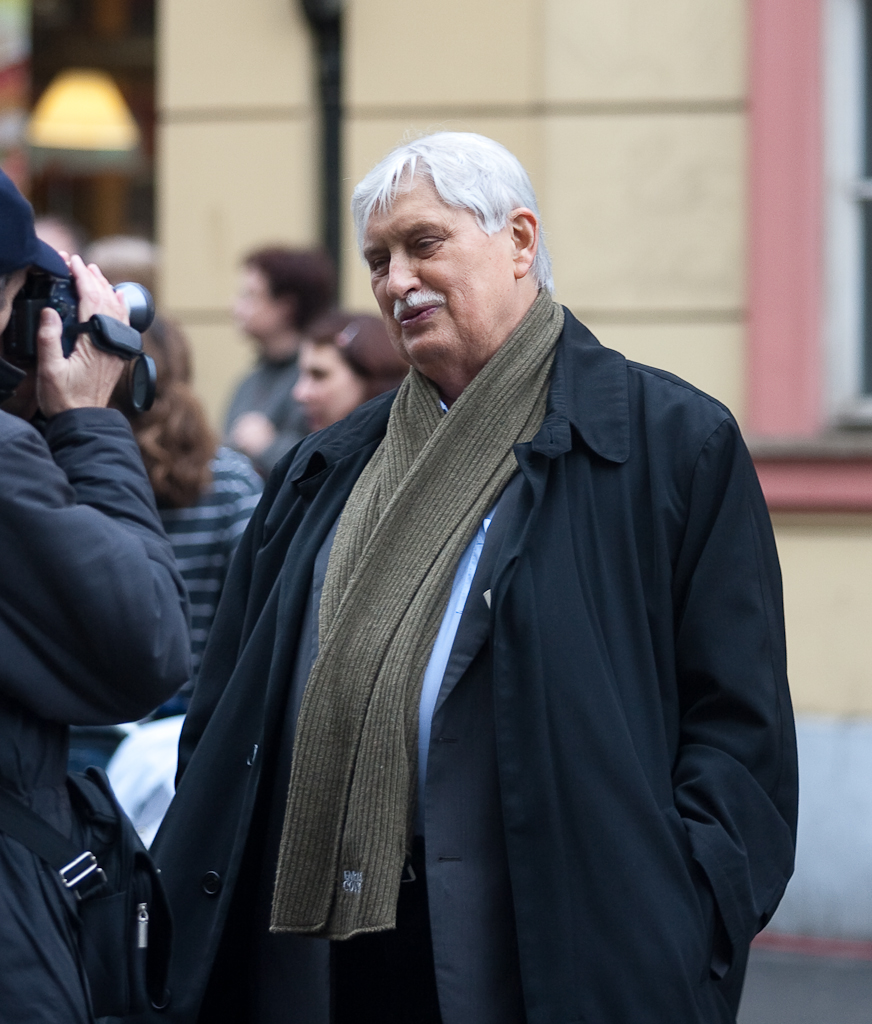
Jiří Dienstbier (2009)

Jiři Dienstbier (Kladno, 20 april 1937 - Praag, 8 januari 2011) was een Tsjechisch dissident, politicus en van opleiding leraar en journalist. Hij was aanvankelijk journalist. In 1968 werd hij wegens zijn steun aan de Praagse Lente uit de communistische partij gezet en moest hij jarenlang laaggeschoold werk doen. 
Vanaf eind jaren zeventig was Dienstbier een belangrijk lid van Charta 77. Dit leidde tot diverse aanvaringen met de overheid. Na de Fluwelen Revolutie waar hij mee aan de basis stond, werd hij in 1989 de eerste minister van Buitenlandse Zaken van Tsjecho-Slowakije na de val van de communistische regering. In 2008 werd hij in het district Kladno verkozen tot senator voor de Tsjechische sociaaldemocratische partij.